# Emma Raducanu
Emma Raducanu (in romeno: [rəduˈkanu]; in inglese: [ˌræduˈkɑːnuː]; Toronto, 13 novembre 2002) è una tennista britannica di origini romene e cinesi.
Nel 2021, a 18 anni e dieci mesi e con un ranking da numero 150 del mondo, si aggiudica il suo primo titolo del Grande Slam in carriera allo US Open, sconfiggendo la coetanea canadese Leylah Fernandez. Nel 2022, entra per la prima volta a far parte delle prime dieci del mondo.

## Biografia
Emma Raducanu è nata a Toronto, in Canada, il 13 novembre 2002 da padre romeno originario di Bucarest e madre cinese proveniente da Shenyang. Si è trasferita con la famiglia nel Regno Unito quando aveva appena due anni ed è cresciuta a Londra. Ha conseguito gli studi e si è formata tennisticamente presso il borgo londinese di Bromley. Ha indicato Li Na e Simona Halep come i suoi due idoli tennistici.

## Carriera

### 2021: storica vittoria allo US Open e top 20
Raducanu fa il suo debutto nel circuito maggiore a Nottingham 2021, torneo disputato grazie ad una wild-card da parte degli organizzatori; in tale circostanza, viene estromessa all'esordio dalla connazionale Harriet Dart in due comodi set. Qualche settimana più tardi, esordisce anche in una competizione Slam al torneo di Wimbledon, dove riesce a spingersi fino agli ottavi di finale grazie alle vittorie su Vitalija D'jačenko, la finalista Slam Markéta Vondroušová, e Sorana Cîrstea, prima di ritirarsi contro Ajla Tomljanović sul punteggio di 6–4, 3–0 in favore dell'australiana. Così facendo Raducanu diventa la più giovane tennista britannica dell'era Open ad aver raggiunto gli ottavi a Wimbledon. Dopo un'uscita prematura a San José, disputa la finale del WTA 125 di Chicago, persa contro la danese Clara Tauson in tre set.
Quindi prende parte agli US Open partecipando alle qualificazioni: battendo Bibiane Schoofs, Mariam Bolkvadze e l'egiziana Mayar Sherif si guadagna un posto per il tabellone principale dell'ultimo Slam dell'anno, alla sua quinta apparizione complessiva nel circuito maggiore. Al primo turno coglie la sua prima vittoria nel main-draw newyorkese contro la lucky loser Stefanie Vögele. Al secondo turno, lascia sei giochi a Zhang Shuai, mentre al terzo turno ne lascia uno solo a Sara Sorribes Tormo. Si spinge quindi nel suo secondo ottavo slam consecutivo, dove trova l'ultima americana rimasta in tabellone, Shelby Rogers, reduce della vittoria contro la numero uno del mondo Ashleigh Barty; la britannica ha la meglio accedendo per la prima volta in carriera nei quarti di finale in uno Slam. Qui trova la campionessa olimpica in carica Belinda Bencic, che regola in due set qualificandosi per la semifinale, diventando la prima tennista nella storia degli US Open a raggiungere tale traguardo partendo dalle qualificazioni. Inoltre, ci arriva senza perdere un set e trovandosi fuori dalle prime cento del mondo: prima di lei ci sono riuscite solo tenniste del calibro di Billie Jean King e Kim Clijsters. Nella semifinale, batte Maria Sakkarī in due set, centrando la sua prima finale in un torneo dello Slam. Raducanu diventa la prima qualificata nella storia dello US Open a raggiungere la finale di un major; inoltre, è la prima britannica a giungere in finale da quando ci riuscì Virginia Wade nel 1968. Per la conquista del titolo incontra l'altra sorpresa del torneo, la coetanea Leylah Annie Fernandez, nella prima finale Slam tra teenagers dallo US Open 1999 che vide opposte una diciassettenne Serena Williams alla diciannovenne Martina Hingis: Raducanu si impone con il punteggio di 6–4, 6–3. Grazie a tale successo infrange numerosi primati: diventa la prima tennista in assoluto a riuscire nell'impresa partendo dalle qualificazioni, la tennista più giovane a vincere un Major dai tempi del trionfo di Marija Šarapova a Wimbledon 2004 e la prima tennista britannica a imporsi in uno Slam dopo Virginia Wade nel 1977. Qualche settimana prima, a Wimbledon si era spinta fino agli ottavi di finale, diventando la più giovane tennista britannica nell'era Open a raggiungere gli ottavi di finale nello Slam londinese, alla sua prima partecipazione. Grazie allo strepitoso risultato, scala vertiginosamente le classifiche fino alla 22ª posizione mondiale.
Successivamente, accetta una wildcard per disputare il WTA 1000 di Indian Wells che esclusivamente per l'edizione 2021 si svolge ad ottobre a causa della pandemia di COVID-19. Ottenuto il bye all'esordio, Raducanu viene sorpresa dalla bielorussa Aljaksandra Sasnovič, che la supera in due set. Centra la sua prima vittoria in un torneo del circuito WTA due settimane dopo a Cluj-Napoca, grazie ad una rimonta contro Polona Hercog. Al secondo turno, elimina Ana Bogdan, guadagnandosi il primo quarto di finale nel circuito maggiore contro la coetanea Marta Kostjuk che le lascia appena tre giochi. Nel mese di novembre entra a far parte delle prime venti al mondo, collocandosi precisamente alla posizione n°20. Chiude la stagione a Linz, dove da prima testa di serie viene estromessa nel suo match d'esordio dalla qualificata cinese Wang Xinyu in tre set; ciononostante, perfeziona il suo best ranking alla 19ª posizione.
Al termine della stagione tennistica 2021, viene premiata come giovane dell'anno nell'ambito dei WTA Awards.

### 2022: top 10

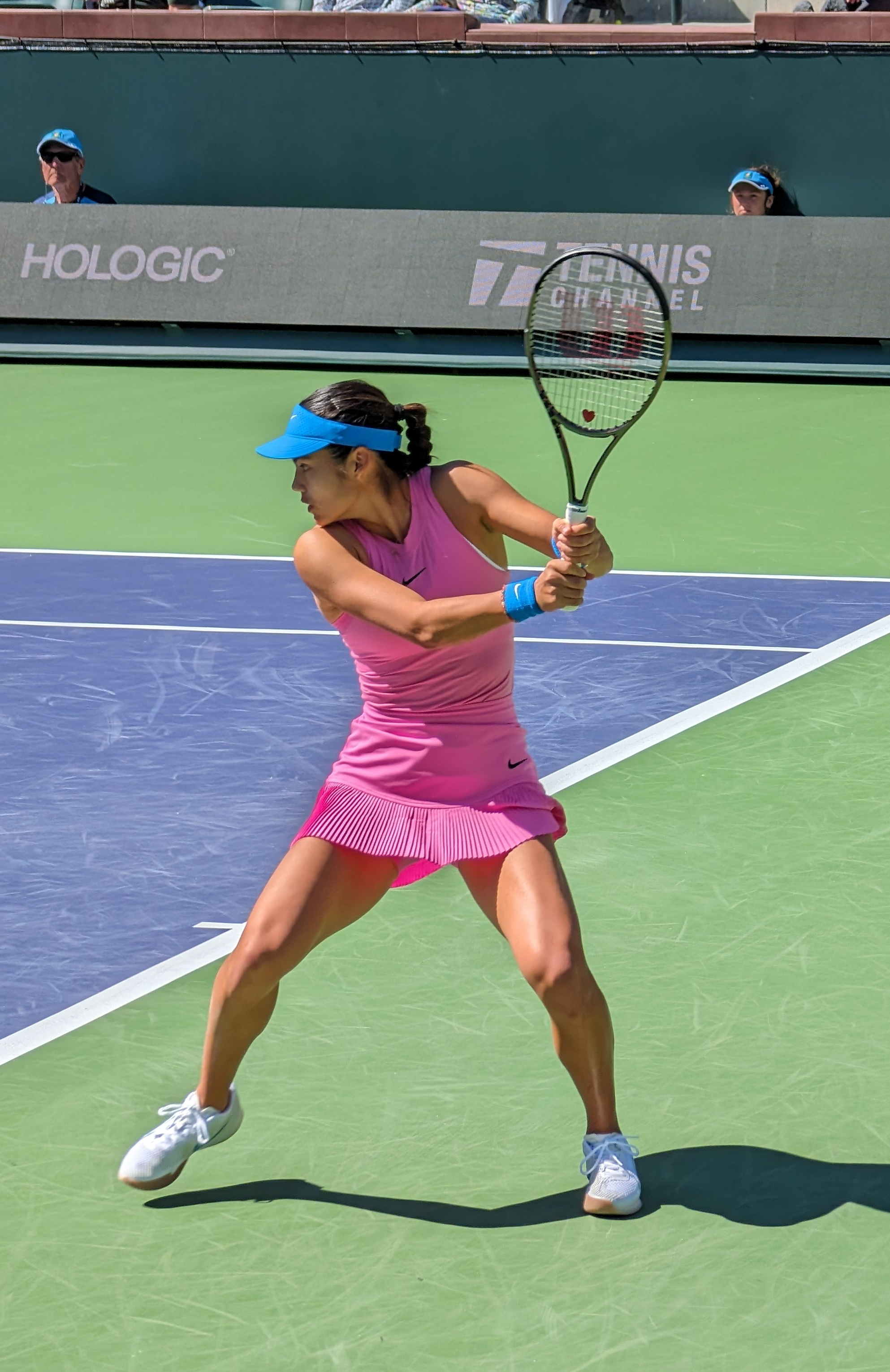
La Raducanu nel 2024

Inaugura l'anno malamente: a Sydney, annichilita dalla nona testa di serie Elena Rybakina che le lascia appena un gioco (6–0, 6–1); all'Australian Open batte all'esordio l'ex top 3 Sloane Stephens in tre set, per poi essere sorprendentemente fermata al secondo turno dalla montenegrina Danka Kovinić sempre in tre set, complice anche un infortunio alla mano destra. Tuttavia, riesce a ottenere il suo best ranking al termine del torneo, salendo al tredicesimo posto.
Ritorna in campo qualche settimana più tardi a Guadalajara, ma è costretta al ritiro al terzo set a causa di un nuovo problema fisico nel match che la vedeva opposta a Daria Saville sul punteggio di 7–5, 6(4)–7, 3–4 in favore dell'australiana. Sebbene non si sia concluso, si è trattato del match più lungo della stagione con una durata di oltre tre ore di gioco. Ritrova fiducia sui campi dell'Indian Wells Tennis Garden a inizio marzo, dove prende parte per la seconda volta in carriera al WTA 1000 californiano. Ottenuto il bye per il primo turno, si impone in tre set sulla francese Caroline Garcia nel secondo. Nei sedicesimi cede il passo a Petra Martić in tre parziali. Non va meglio a Miami, dove, dopo il bye, si arrende alla ceca Kateřina Siniaková in tre set.
Successivamente, la britannica prende parte alle qualificazioni per le fasi finali della Billie Jean King Cup: vince il suo primo incontro ufficiale su terra in carriera contro Tereza Martincová (7–5, 7–5); tuttavia, viene nettamente sconfitta nel secondo singolare contro Markéta Vondroušová, che le lascia due giochi. Alla fine, il Regno Unito non riuscirà a qualificarsi, perdendo il tie per 3-2. A Stoccarda gioca il suo primo tabellone principale WTA su terra rossa: esordisce con un comodo successo su Storm Sander, per poi imporsi su Tamara Korpatsch al terzo set, approdando ai quarti di finale, dove perde da Iga Świątek con un duplice 4–6. Nel WTA 1000 di Madrid sconfigge ancora Martincová e al secondo turno si impone agevolmente su Kostjuk prima di cedere a un'altra ucraina, Anhelina Kalinina, in tre set. Si ritira dal match di primo turno degli Internazionali d'Italia contro una rientrante Bianca Andreescu sul punteggio di 6–2, 2–1 in favore della canadese. Al Roland Garros, superata la qualificata Linda Nosková in rimonta, si fa a sua volta rimontare da Aljaksandra Sasnovič. Sull'erba si ritira ancora una volta dal match di primo turno, questa volta contro Golubic a Nottingham durante il primo set. Ritorna in campo direttamente a Wimbledon dove, dopo un'ottima prestazione contro Alison Van Uytvanck, cede nettamente a Garcia.
Chiamata a difendere la vittoria dello US Open, Raducanu disputa tre tornei di preparazione su cemento per l'ultimo Slam stagionale: a Washington coglie il secondo quarto stagionale grazie alle vittorie su Louisa Chirico e Camila Osorio, perdendo dalla russa Samsonova; in Canada si arrende subito a Camila Giorgi, mentre a Cincinnati supera Serena Williams in due set nel penultimo torneo disputato dall'americana prima del suo ritiro dalle competizioni, e batte nettamente Viktoryja Azaranka prima di essere eliminata da Jessica Pegula. Agli US Open, chiamata al difficile compito di riconfermarsi, cede subito per 6–3 6–3 ad Alizé Cornet, precipitando in classifica dalla posizione numero 11 alla numero 83.

### 2023
Agli Australian Open 2023 perde con l'americana Coco Gauff.

## Allenatori
Raducanu ha avuto come allenatore Nick Cavaday, durante la sua fase giovanile, fra il 2011 e il 2014, quando questi era il capo allenatore per la LTA, associazione tennistica britannica, presso il High Performance Centre. Poi Nigel Sears esonerato a luglio 2021, a cui succedette Andrew Richardson, insieme al quale ottenne la vittoria nello Slam di New York, partendo dalle qualificazioni. In seguito dichiarando di aver bisogno di coach più navigati, iniziò a collaborare dal novembre 2021 fino ad aprile 2022 con Torben Beltz, già allenatore di un'altra vincitrice Slam quale Kerber, sostituito, dopo un breve interregno estivo di Jane O’Donoghue, con Dmitrij Tursunov da luglio ad ottobre dello stesso anno, soppiantato a sua volta da Jez Green per due mesi. Raducanu ha quindi iniziato il 2023 con il nuovo coach Sebastian Sachs fino a maggio dello stesso anno, per poi ritornare di nuovo con Cavaday per tutto il 2024. Nei primi mesi del 2025, dopo essersi appoggiata a coach per singoli tornei in Medio Oriente, ha fatto una "prova" con Vladimir Platenik durante il tour americano di marzo, ma non è andata a buon fine a causa di "stress e tanta pressione" percepite da Raducanu che ha dismesso quindi anche l'ex allenatore di Cibulkova e Kasatkina. In seguito inizia a collaborare con Mark Petchey che l'aveva seguita già in precedenza seppur saltuariamente.

## Statistiche WTA

### Singolare

#### Vittorie (1)
| Legenda              |
| -------------------- |
| Grande Slam (1)      |
| Ori Olimpici (0)     |
| WTA Finals (0)       |
| WTA Elite Trophy (0) |
| Dal 2021             |
| WTA 1000 (0)         |
| WTA 500 (0)          |
| WTA 250 (0)          |

| N. | Data              | Torneo            | Superficie | Avversaria in finale | Punteggio |
| 1. | 11 settembre 2021 | US Open, New York | Cemento    | Leylah Fernandez     | 6–4, 6–3  |

## Circuito WTA 125

### Singolare

#### Sconfitte (1)
| N. | Data           | Torneo                      | Superficie | Avversaria in finale | Punteggio     |
| 1. | 22 agosto 2021 | Chicago Challenger, Chicago | Cemento    | Clara Tauson         | 1–6, 6–2, 4–6 |

## Statistiche ITF

### Singolare

#### Vittorie (3)
| Torneo $100.000 (0) |
| Torneo $80.000 (0)  |
| Torneo $60.000 (0)  |
| Torneo $25.000 (1)  |
| Torneo $15.000 (2)  |

| N. | Data             | Torneo                                     | Superficie | Avversaria in finale | Punteggio     |
| 1. | 19 maggio 2018   | ITF Women's Circuit Tiberias, Tiberiade    | Cemento    | Hélène Scholsen      | 7–5, 6–4      |
| 2. | 21 ottobre 2018  | GD Tennis Cup, Adalia                      | Cemento    | Johana Marková       | 6–4, 6–2      |
| 3. | 15 dicembre 2019 | LIC ITF Women's Tennis Championships, Pune | Cemento    | Naiktha Bains        | 3–6, 6–1, 6–4 |

#### Sconfitte (2)
| Torneo $100.000 (0) |
| Torneo $80.000 (0)  |
| Torneo $60.000 (0)  |
| Torneo $25.000 (1)  |
| Torneo $15.000 (1)  |

| N. | Data          | Torneo                                  | Superficie  | Avversaria in finale | Punteggio     |
| 1. | 31 marzo 2019 | ITF Women's Circuit Tel Aviv, Tel Aviv  | Cemento     | Corinna Dentoni      | 4–6, 3–6      |
| 2. | 1º marzo 2020 | AEGON Pro Series Sunderland, Sunderland | Cemento (i) | Viktorija Tomova     | 6–4, 4–6, 3–6 |

## Risultati in progressione
| Sigla | Risultato               |
| ----- | ----------------------- |
| V     | Vincitore               |
| F     | Finalista               |
| SF    | Semifinalista           |
| O     | Oro olimpico            |
| A     | Argento olimpico        |
| SF    | Bronzo olimpico         |
| QF    | Quarti di Finale        |
| 4T    | Quarto turno            |
| 3T    | Terzo turno             |
| 2T    | Secondo turno           |
| 1T    | Primo turno             |
| RR    | Round Robin             |
| LQ    | Turno di qualificazione |
| A     | Assente                 |
| ND    | Non disputato           |

| Legenda superfici    |
| -------------------- |
| Cemento              |
| Terra battuta        |
| Erba                 |
| Superficie variabile |

### Singolare
| Tornei del Grande Slam |               |               |               |               |               |               |     |     |            |            |            |
| Australian Open        | Assente       | Assente       | Assente       | Assente       | 2T            | 2T            | 2T  | 3T  | 0 / 4      | 5–4        |            |
| Open di Francia        | Assente       | Assente       | Assente       | Assente       | 2T            | A             | A   | 2T  | 0 / 2      | 2–2        |            |
| Wimbledon              | Q1            | Q1            | ND            | 4T            | 2T            | A             | 4T  | 3T  | 0 / 4      | 9–4        |            |
| US Open                | Assente       | Assente       | Assente       | V             | 1T            | A             | 1T  |     | 1 / 3      | 7–2        |            |
| Vittorie–sconfitte     | 0–0           | 0–0           | 0–0           | 10–1          | 3–4           | 1-1           | 4-3 | 5-3 | 1 / 7      | 23–12      |            |
| Giochi olimpici        |               |               |               |               |               |               |     |     |            |            |            |
| Giochi olimpici        | Non disputati | Non disputati | Non disputati | Non disputati | A             | ND            | A   | ND  | 0 / 0      | 0–0        |            |
| WTA 1000               |               |               |               |               |               |               |     |     |            |            |            |
| Doha / Dubai[1]        | Assente       | Assente       | Assente       | Assente       | Assente       | Assente       | A   | 2T  | 0 / 1      | 1–1        |            |
| Indian Wells           | Assente       | Assente       | ND            | 2T            | 3T            | 4T            | 3T  | 1T  | 0 / 5      | 8–5        |            |
| Miami                  | Assente       | Assente       | ND            | A             | 2T            | 1T            | A   | QF  | 0 / 3      | 5–3        |            |
| Madrid                 | Assente       | Assente       | ND            | A             | 3T            | A             | 1T  | 2T  | 0 / 3      | 3–3        |            |
| Roma                   | Assente       | Assente       | Assente       | Assente       | 1T            | A             | A   | 4T  | 0 / 2      | 3–2        |            |
| Montréal / Toronto     | Assente       | Assente       | ND            | A             | 1T            | A             | A   |     | 0 / 1      | 0–1        |            |
| Cincinnati             | Assente       | Assente       | Assente       | Assente       | 3T            | A             | A   |     | 0 / 1      | 2–1        |            |
| Wuhan                  | Assente       | Assente       | Non disputato | Non disputato | Non disputato | Non disputato | A   |     | 0 / 0      | 0–0        |            |
| Pechino                | Assente       | Assente       | Non disputato | Non disputato | Non disputato | A             | A   |     | 0 / 0      | 0–0        |            |
| Carriera               |               |               |               |               |               |               |     |     |            |            |            |
| Tornei giocati         | 0             | 0             | 0             | 8             | 18            | 5             |     |     | 31         | 31         | 31         |
| Titoli                 | 0             | 0             | 0             | 1             | 0             | 0             |     |     | 1          | 1          | 1          |
| Finali                 | 0             | 0             | 0             | 2             | 0             | 0             |     |     | 2          | 2          | 2          |
| Totale V–S             | 0–0           | 0–0           | 0–0           | 16–7          | 16–18         | 5-5           |     |     | 37–30      | 37–30      | 37–30      |
| Vittorie %             | –             | –             | –             | 70%           | 47%           | 50%           |     |     | 55%        | 55%        | 55%        |
| Ranking di fine anno   | 692           | 503           | 343           | 19            | 75            | 285           |     |     | $3.776.535 | $3.776.535 | $3.776.535 |

Note
- 1 Il Dubai Tennis Championships e il Qatar Ladies Open di Doha si scambiarono frequentemente lo status tra evento Premier ed evento Premier 5 dal 2009 al 2020.

## Statistiche contro giocatrici Top 10

### Testa a testa
Le tenniste in grassetto sono le giocatrici in attività. Nella tabella riportata sono segnati i migliori piazzamenti nella classifica mondiale WTA; le giocatrici possono aver occupato una posizione diversa al momento dell'incontro.
| Giocatrice                    | Vittorie–Sconfitte | V–S % | Cemento    | Terra rossa | Erba      | Ultimo incontro                                         |
| Numero 1 del ranking mondiale |                    |       |            |             |           |                                                         |
| Viktoryja Azaranka            | 1–0                | 100%  | 1–0        | –           | –         | Vinto (6–0, 6–2) Cincinnati Open 2022                   |
| Angelique Kerber              | 1–0                | 100%  | –          | 1–0         | –         | Vinto (6–2, 6–1) Stuttgart Open 2024                    |
| Serena Williams               | 1–0                | 100%  | 1–0        | –           | –         | Vinto (6–4, 6–0) Cincinnati Open 2022                   |
| Aryna Sabalenka               | 0–1                | 0%    | 0–1        | –           | –         | Perso (3–6, 5–7) Indian Wells Open 2024                 |
| Iga Świątek                   | 0–5                | 0%    | 0–2        | 0–3         | –         | Perso (1–6, 2–6) Open di Francia 2025                   |
| Numero 2 del ranking mondiale |                    |       |            |             |           |                                                         |
| Ons Jabeur                    | 0–1                | 0%    | 0–1        | –           | –         | Perso (4–6, 1–6) Abu Dhabi Open 2024                    |
| Paula Badosa                  | 0–1                | 0%    | 0–1        | –           | –         | Perso (6–4, 5–7, 4–6) Washington Open 2024              |
| Coco Gauff                    | 0–2                | 0%    | 0–1        | 0–1         | –         | Perso (1–6, 2–6) Internazionali d'Italia 2025           |
| Numero 3 del ranking mondiale |                    |       |            |             |           |                                                         |
| Maria Sakkarī                 | 3–0                | 100%  | 2–0        | –           | 1–0       | Vinto (6–4, 6–2) Dubai Tennis Championships 2025        |
| Sloane Stephens               | 2–0                | 100%  | 1–0        | –           | 1–0       | Vinto (6–4, 6–0) Eastbourne International 2024          |
| Jessica Pegula                | 1–2                | 33%   | 0–2        | –           | 1–0       | Perso (4–6, 7–6(3), 2–6) Miami Open 2025                |
| Elena Rybakina                | 0–1                | 0%    | 0–1        | –           | –         | Perso (0–6, 1–6) Sydney International 2022              |
| Elina Svitolina               | 0–1                | 0%    | 0–1        | –           | –         | Perso (7–6(5), 6(3)–7, 1–6) ASB Classic 2024            |
| Numero 4 del ranking mondiale |                    |       |            |             |           |                                                         |
| Belinda Bencic                | 1–0                | 100%  | 1–0        | –           | –         | Vinto (6–3, 6–4) US Open 2021                           |
| Caroline Garcia               | 2–1                | 67%   | 1–0        | 1–0         | 0–1       | Vinto (3–6, 6–3, 6–2) Billie Jean King Cup 2024         |
| Sofia Kenin                   | 0–1                | 0%    | 0–1        | –           | –         | Perso (1–6, 6–3, 4–6) US Open 2024                      |
| Zheng Qinwen                  | 0–1                | 0%    | –          | –           | 0–1       | Perso (2–6, 4–6) Queen's Club Championships 2025        |
| Bianca Andreescu              | 0–2                | 0%    | 0–1        | 0–1         | –         | Perso (3–6, 6–3, 2–6) Miami Open 2023                   |
| Numero 5 del ranking mondiale |                    |       |            |             |           |                                                         |
| Jeļena Ostapenko              | 0–2                | 0%    | 0–1        | 0–1         | –         | Perso (2–6, 1–6) Stuttgart Open 2023                    |
| Numero 6 del ranking mondiale |                    |       |            |             |           |                                                         |
| Markéta Vondroušová           | 1–2                | 33%   | 0–1        | 0–1         | 1–0       | Perso (3–6, 4–6) Abu Dhabi Open 2025                    |
| Numero 7 del ranking mondiale |                    |       |            |             |           |                                                         |
| Danielle Collins              | 0–1                | 0%    | –          | 0–1         | –         | Perso (6–4, 1–6, 3–6) Internationaux de Strasbourg 2025 |
| Numero 8 del ranking mondiale |                    |       |            |             |           |                                                         |
| Emma Navarro                  | 1–0                | 100%  | 1–0        | –           | –         | Vinto (7–6(6), 2–6, 7–6(3)) Miami Open 2025             |
| Daria Kasatkina               | 1–3                | 25%   | 0–2        | 1–0         | 0–1       | Vinto (6–1, 6–3) Internationaux de Strasbourg 2025      |
| Karolína Muchová              | 0–1                | 0%    | 0–1        | –           | –         | Perso (6(6)–7, 4–6) Dubai Tennis Championships 2025     |
| Numero 9 del ranking mondiale |                    |       |            |             |           |                                                         |
| Veronika Kudermetova          | 1–0                | 100%  | –          | 1–0         | –         | Vinto (5–7, 6–0, 6–1) Internazionali d'Italia 2025      |
| Totali                        | 16–28              | 36%   | 8–17 (32%) | 4–8 (33%)   | 4–3 (57%) | Aggiornato al 18 giugno 2025                            |

### Vittorie contro giocatrici Top 10
| Stagione | 2024 | 2025 | Totale |
| Vittorie | 2    | 1    | 3      |

| #    | Giocatrice     | Ranking | Evento                               | Superficie | Turno | Punteggio           | Rank. ERR |
| ---- | -------------- | ------- | ------------------------------------ | ---------- | ----- | ------------------- | --------- |
| 2024 |                |         |                                      |            |       |                     |           |
| 1.   | Jessica Pegula | 5       | Eastbourne International, Eastbourne | Erba       | 2T    | 4–6, 7–6(6), 7–5    | 168       |
| 2.   | Maria Sakkarī  | 9       | Torneo di Wimbledon, Londra          | Erba       | 3T    | 6–2, 6–3            | 135       |
| 2025 |                |         |                                      |            |       |                     |           |
| 3.   | Emma Navarro   | 10      | Miami Open, Miami Gardens            | Cemento    | 2T    | 7–6(6), 2–6, 7–6(3) | 60        |